# Eunidia rufa
Eunidia rufa är en skalbaggsart som beskrevs av Aurivillius 1921. Eunidia rufa ingår i släktet Eunidia och familjen långhorningar.
Artens utbredningsområde är Zimbabwe. Inga underarter finns listade i Catalogue of Life.